# Gonzalo de Mena y Roelas

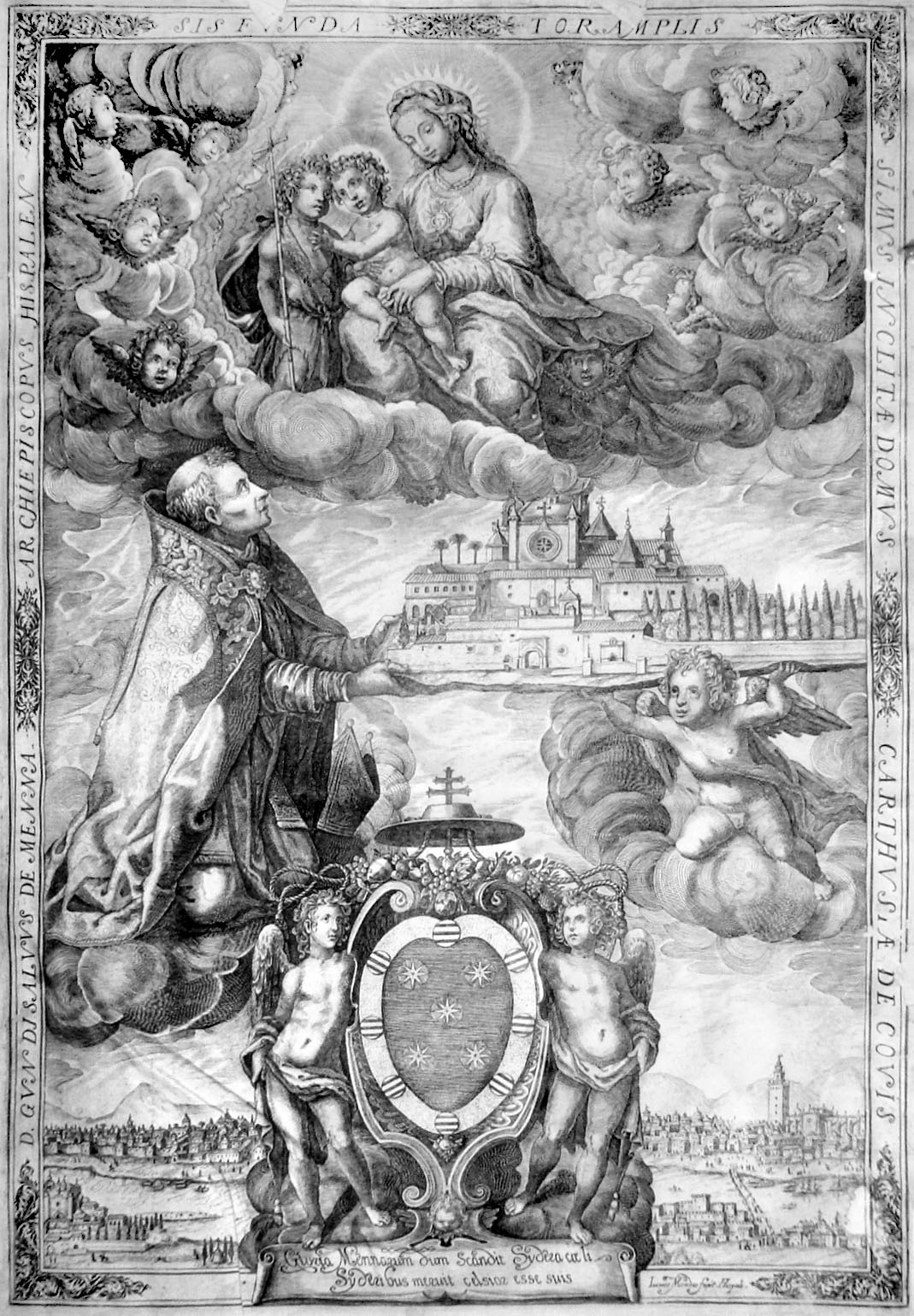
El Arzobispo Gonzalo de Mena ofrece la Cartuja de Sevilla a La Virgen con el Niño y San Juan. Grabado del.

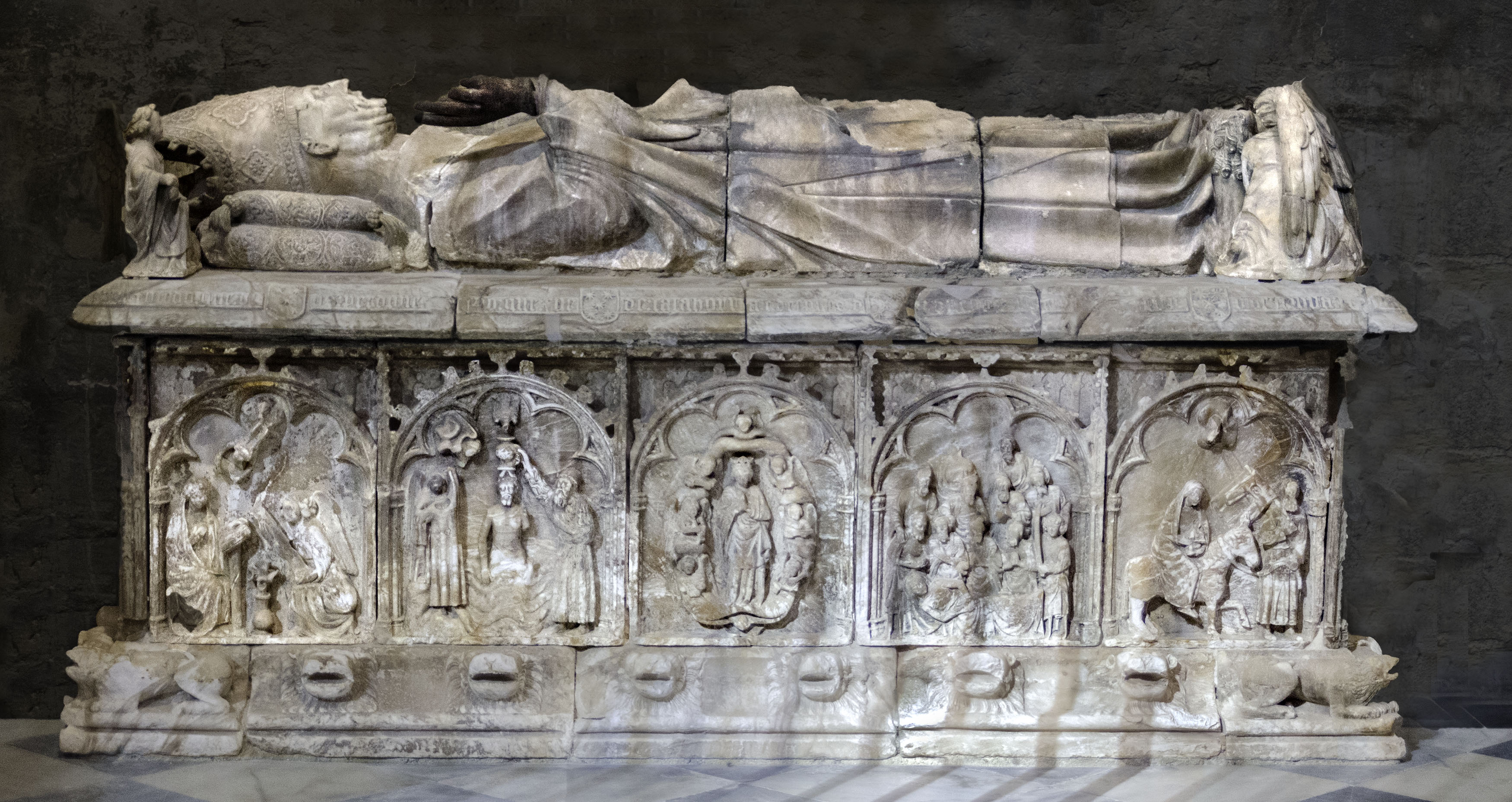
El sepulcro, de estilo gótico, fue tallado en alabastro en 1401 y está en la capilla de Santiago de la Catedral de Sevilla.

Gonzalo de Mena y Roelas (Toledo, ? - Sevilla, 21 de abril de 1401) fue un noble y clérigo español, obispo de Calahorra (1373-1382) y de Burgos (1382-1394), consejero real y tutor de Enrique III de Castilla, y arzobispo de Sevilla (1394-1401).

## Biografía
Con respecto al Cisma de Occidente, aconsejó a su pupilo el Rey Doliente retornar a la obediencia del Papa de Aviñón, Benedicto XIII, el Papa Luna, decisión que no se produciría hasta después de  la muerte del prelado, en 1403.
Fundó en Sevilla el Hospital de la Gracia o de los Reyes, cuya finalidad era atender a las personas de raza negra, como Hermano Mayor y protector de la Hermandad de Los Negritos (Sevilla) de esta ciudad. También fundó la Cartuja de Sevilla en 1400, donde reposaron sus restos hasta el año 1594, en que fueron trasladados a la Capilla de Santiago de la catedral sevillana. Su lápida reza:

AQUI YACE D. GONZALO DE MENA,
NATURAL E NACIDO EN TOLEDO, QUE DIOS
PERDONE, OBISPO QUE FUE DE CALAFORRA,
 É DESPUÉS DE BURGOS, É DESPUÉS
ARZOBISPO DE SEVILLA: EL QUAL FINO EN
JUEVES VEINTE Y UN DIA DE ABRIL,
 EL AÑO DE NACIMIENTO DE NUESTRO
SALVADOR IESU CHRISTO DE
M. CCCCI AÑOS.
POR ÉL DIGAMOS PATER NOSTER.

| Predecesor: Roberto de Cosos          | Obispo de Calahorra 1373 – 1382  | Sucesor: Juan de Villacreces |
| Predecesor: Juan García Manrique      | Obispo de Burgos 1382 – 1394     | Sucesor: Juan de Villacreces |
| Predecesor: Pedro Álvarez de Albornoz | Arzobispo de Sevilla 1394 – 1401 | Sucesor: Alonso de Egea      |